# بنفشه گیلانی
بنفشه گیلانی، بنفشه برگ‌قاشقی (نام علمی: Viola spathulata) نام یک گونه از سرده بنفشه است. جنس یا سردهٔ بنفشه در ایران ۱۴ گونه گیاه علفی یکساله یا چند ساله دارد.